# WD 1856+534 b
WD 1856+534 bとは、地球からりゅう座の方向に約80光年（24.75パーセク）離れた位置に存在する白色矮星 WD 1856+534 の周囲を公転している太陽系外惑星である。

## 概要
| 木星 | WD 1856+534 b |
| ---- | ------------- |
| 木星 | Exoplanet     |

WD 1856+534 bは、2020年にスピッツァー宇宙望遠鏡やトランジット法を用いたTESSによる観測で発見された。そのため、TOI-1690.01という名称も持つ。半径は木星の0.928倍、質量は木星の14倍以下とされており、公転周期は約1.4日（34時間）である。主星である白色矮星の7倍の大きさである。白色矮星の周囲では以前までに破片のような天体が存在していることが知られていたが、このような惑星が発見されたのは初めてである。

## 特性
白色矮星は質量が太陽程度の恒星が赤色巨星になった後、残った高温の中心核から形成される天体である。恒星が赤色巨星になった際、恒星の近くを公転していた惑星は主星に飲み込まれる。WD 1856+534 bの場合、WD 1856+534が赤色巨星になった際に1天文単位以上離れている必要があった。そのため、WD 1856+534 bは元々は主星から離れた位置を公転しており、主星が白色矮星になった後近づいたと推測されている。しかし、主星に近づきすぎた場合は潮汐力の影響で惑星は破壊されてしまうため、WD 1856+534 bの軌道がなぜ破壊されずに落ち着いたのかという疑問があると言われ、この惑星の発見を報告したAndrew VanderburgらはWD 1856+534 bが他の惑星との相互作用が発生し主星に近づいたという説を提示した。